# Сулейман Атли
Сулейман Атли (тур. Süleyman Atlı; нар. 27 липня 1994, Айдин, провінція Айдин) — турецький борець вільного стилю, срібний та бронзовий призер чемпіонату світу, дворазовий чемпіон, срібний та бронзовий призер чемпіонатів Європи, бронзовий призер Європейських ігор, учасник двох Олімпійських ігор.

## Життєпис
Боротьбою почав займатися з 2005 року в тренувальному центрі боротьби Міласа Мехмета Гуклу.
Спортивні клуби: «Ankara Tedas», «ASKI» Анкара. Тренер — Єксель Санли.
Закінчив Університет Аднана Мендереса, Айдин за фахом фізичне виховання.

## Спортивні результати на міжнародних змаганнях

### Виступи на Олімпіадах
| Змагання                    | Збірна    | Вагова категорія          | Місце |
| --------------------------- | --------- | ------------------------- | ----- |
| Літні Олімпійські ігри 2016 | Туреччина | вільна боротьба, до 57 кг | 16    |
| Літні Олімпійські ігри 2020 | Туреччина | вільна боротьба, до 57 кг | 11    |

### Виступи на Чемпіонатах світу
| Змагання                        | Збірна    | Вагова категорія          | Місце  |
| ------------------------------- | --------- | ------------------------- | ------ |
| Чемпіонат світу з боротьби 2017 | Туреччина | вільна боротьба, до 57 кг | 15     |
| Чемпіонат світу з боротьби 2018 | Туреччина | вільна боротьба, до 57 кг | Бронза |
| Чемпіонат світу з боротьби 2019 | Туреччина | вільна боротьба, до 57 кг | Срібло |
| Чемпіонат світу з боротьби 2021 | Туреччина | вільна боротьба, до 57 кг | 5      |
| Чемпіонат світу з боротьби 2022 | Туреччина | вільна боротьба, до 61 кг | 8      |
| Чемпіонат світу з боротьби 2023 | Туреччина | вільна боротьба, до 57 кг | 18     |

### Виступи на Чемпіонатах Європи
| Змагання                         | Збірна    | Вагова категорія          | Місце  |
| -------------------------------- | --------- | ------------------------- | ------ |
| Чемпіонат Європи з боротьби 2016 | Туреччина | вільна боротьба, до 57 кг | 12     |
| Чемпіонат Європи з боротьби 2017 | Туреччина | вільна боротьба, до 57 кг | Бронза |
| Чемпіонат Європи з боротьби 2019 | Туреччина | вільна боротьба, до 57 кг | Золото |
| Чемпіонат Європи з боротьби 2020 | Туреччина | вільна боротьба, до 57 кг | Срібло |
| Чемпіонат Європи з боротьби 2021 | Туреччина | вільна боротьба, до 57 кг | Золото |
| Чемпіонат Європи з боротьби 2022 | Туреччина | вільна боротьба, до 61 кг | Срібло |
| Чемпіонат Європи з боротьби 2023 | Туреччина | вільна боротьба, до 57 кг | Срібло |

### Виступи на Європейських іграх
| Змагання              | Збірна    | Вагова категорія          | Місце  |
| --------------------- | --------- | ------------------------- | ------ |
| Європейські ігри 2019 | Туреччина | вільна боротьба, до 57 кг | Бронза |

### Виступи на Кубках світу
| Змагання                    | Збірна    | Вагова категорія          | Місце |
| --------------------------- | --------- | ------------------------- | ----- |
| Кубок світу з боротьби 2016 | Туреччина | вільна боротьба, до 57 кг | 8     |

### Виступи на інших змаганнях
| Змагання                                                       | Збірна    | Вагова категорія                 | Місце  |
| -------------------------------------------------------------- | --------- | -------------------------------- | ------ |
| Турнір Яшара Догу 2013                                         | Туреччина | вільна боротьба, до 55 кг        | 7      |
| Вогні Москви 2013                                              | Туреччина | вільна боротьба, до 55 кг        | 4      |
| Турнір Яшара Догу 2014                                         | Туреччина | вільна боротьба, до 57 кг        | 26     |
| Турнір Яшара Догу 2015                                         | Туреччина | вільна боротьба, до 57 кг        | 22     |
| Турнір Яшара Догу 2016                                         | Туреччина | вільна боротьба, до 57 кг        | Золото |
| Олімпійський кваліфікаційний турнір з боротьби 2016 (Зренянин) | Туреччина | вільна боротьба, до 57 кг        | Бронза |
| Олімпійський кваліфікаційний турнір з боротьби 2016 (Стамбул)  | Туреччина | вільна боротьба, до 57 кг        | Золото |
| Кубок Алроси 2016                                              | Туреччина | вільна боротьба, до Teamevent кг | 4      |
| Турнір Яшара Догу 2017                                         | Туреччина | вільна боротьба, до 57 кг        | Золото |
| Турнір Г. Картозія і В. Балавадзе 2018                         | Туреччина | вільна боротьба, до 57 кг        | Золото |
| Турнір Ібрагіма Мустафи 2018                                   | Туреччина | вільна боротьба, до 57 кг        | Бронза |
| Турнір Дана Колова — Николи Петрова 2019                       | Туреччина | вільна боротьба, до 57 кг        | Бронза |
| Меморіал Вацлава Циолковського 2020                            | Туреччина | вільна боротьба, до 65 кг        | 5      |
| Турнір Маттео Пелліцоне 2021                                   | Туреччина | вільна боротьба, до 61 кг        | Срібло |
| Турнір Ібрагіма Мустафи 2023                                   | Туреччина | вільна боротьба, до 57 кг        | Золото |

### Виступи на змаганнях молодших вікових груп
| Змагання                                       | Збірна    | Вагова категорія          | Місце  |
| ---------------------------------------------- | --------- | ------------------------- | ------ |
| Чемпіонат Європи з боротьби серед кадетів 2011 | Туреччина | вільна боротьба, до 46 кг | 7      |
| Чемпіонат Європи з боротьби серед юніорів 2012 | Туреччина | вільна боротьба, до 50 кг | 8      |
| Чемпіонат Європи з боротьби серед юніорів 2013 | Туреччина | вільна боротьба, до 50 кг | Золото |
| Чемпіонат світу з боротьби серед юніорів 2013  | Туреччина | вільна боротьба, до 50 кг | Золото |
| Чемпіонат Європи з боротьби до 23 років 2017   | Туреччина | вільна боротьба, до 57 кг | Золото |
| Чемпіонат світу з боротьби до 23 років 2017    | Туреччина | вільна боротьба, до 57 кг | Бронза |